# Henri Duparc
Eugène Marie Henri Fouques Duparc (Parigi, 21 gennaio 1848 – Mont-de-Marsan, 12 febbraio 1933) è stato un compositore francese.

## Biografia
Studiò pianoforte con César Franck durante il corso di studi al collegio dei Gesuiti di Vaugirard e divenne uno dei suoi primi allievi di composizione; nel 1888 Franck gli dedicherà la sua Sinfonia in Re minore. Nel 1870 partecipò alla Guerra franco-prussiana. L'anno successivo, il 9 novembre 1871 sposò la scozzese Ellen MacSwinney. Lo stesso anno, con Camille Saint-Saëns e Romain Bussine fu tra i fondatori della Société Nationale de Musique, di cui fu anche segretario, una società avente lo scopo di promuovere in Francia la musica contemporanea, sia da camera sia per orchestra.
Fu autore di composizioni per pianoforte, per sola orchestra e di numerosi Lieder o composizioni per canto anche con accompagnamento di orchestra, molte delle quali su testi di Jean Lahor, di Charles Baudelaire, di Gautier. Affetto da una grave malattia nervosa, distrusse gran parte della sua produzione; quella rimasta è tutta anteriore al 1885. Tutto ciò permette di classificarlo fra i musicisti tardoromantici o comunque riflettente la sensibilità parnassiana.

## Composizioni

### Per pianoforte
- Feuilles volantes (1869)

### Musica da camera
- Sonata per violoncello e pianoforte (1867)

### Per orchestra
- Aux étoiles, poema sinfonico (1874, rev. 1911)
- Léonore, poema sinfonico (1875)

### Per canto
17 Mélodies, fra cui:
- « Au pays où se fait la guerre »
- « La vie antérieure »
- « La vague et la cloche »
- « L'invitation au voyage »
- « Le manoir de Rosemonde »
- « Phidylé »
- « Lamento »
- « Sérénade Florentine »

## Galleria d'immagini

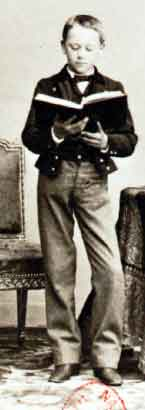
Duparc a 10 anni nel 1858.
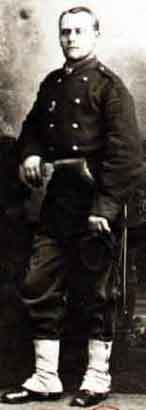
Duparc in uniforme durante la Guerra Franco-Prussiana.
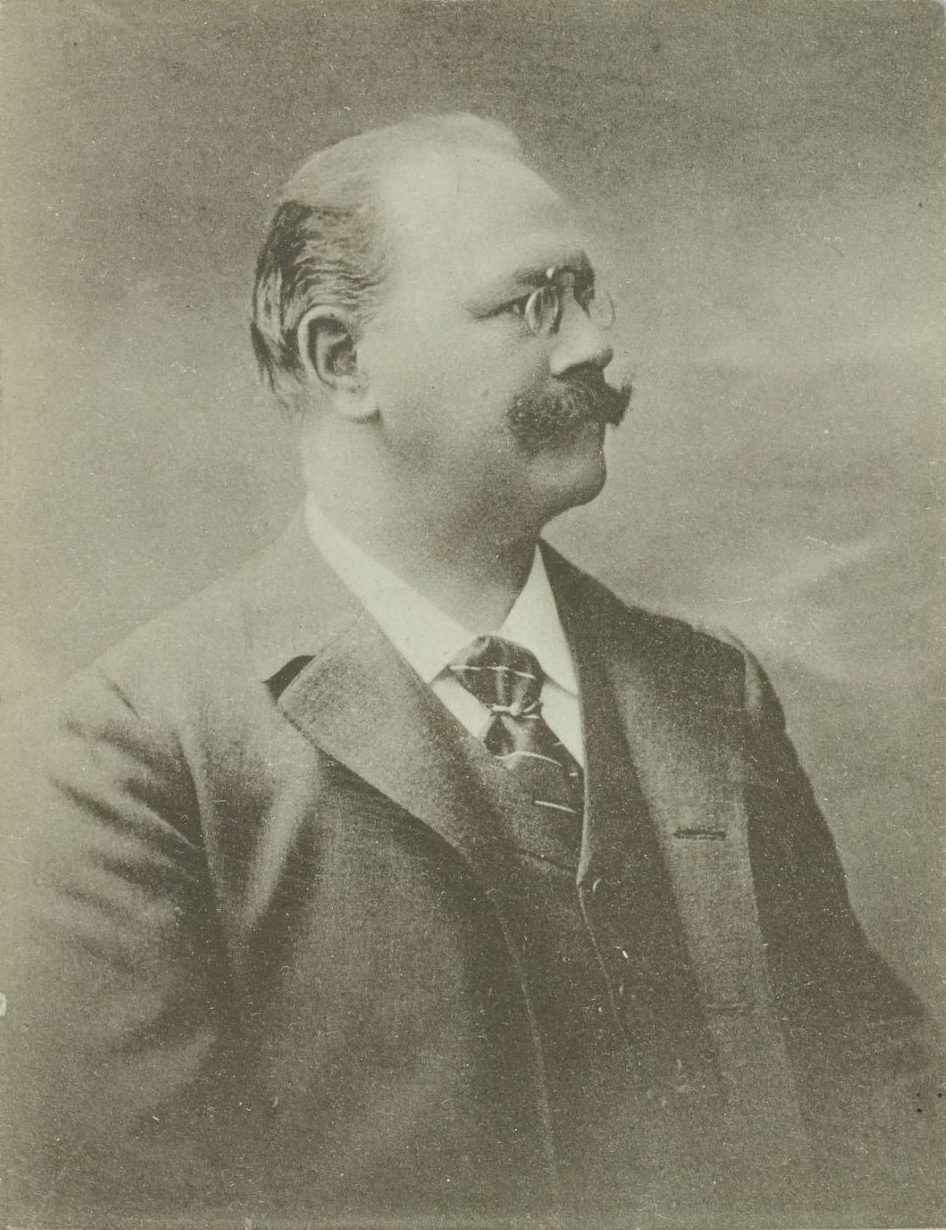
Henri Duparc di mezza età

## Spartiti
- (EN) Spartiti liberi di Henri Duparc, in International Music Score Library Project, Project Petrucci LLC.

### Scritti di Henri Duparc (in lingua francese)
- César Franck pendant le Siège de Paris, in « Revue musicale », Paris, dicembre 1922.
- Souvenirs de la Société Nationale, in « Revue de la Société internationale de Musique », Paris, dicembre 1912.

### Lettere (in lingua francese)
- Lettre à Chausson, in « Revue musicale », dicembre 1925.
- Duparc Henri: Une Amitié mystique, d'après ses lettres à Francis Jammes. Prefazione e commenti di G. Ferchault). Mercure de France, Paris, 1944.
- Gérard, Y. (Ed.). Lettres de Henri Duparc à Ernest Chausson, in « Revue de Musicologie » (N° 38) 1956, p. 125.
- Sérieyx, M.-L. (Ed.). Vincent d'Indy, Henri Duparc, Albert Roussel: lettres à Auguste Sérieyx. Lausanne, 1961.

### Monografie su Duparc (in lingua francese)
- Northcote, S. The Songs of Henri Duparc. London: D. Dobson, 1949. 124 pp.
- Von der Elst, N. Henri Duparc: l'homme et son oeuvre. (Thesis). Paris: Université de Paris, 1972, & Utrecht, 1972.
- Fabre, M. L'image de Henri Duparc dans sa correspondance avec Jean Cras. 1973.

### Altri articoli e scritti su Duparc (in lingua francese)
- Fellot, H. Lieder français: Henri Duparc, in  « Revue Musicale de Lyon ». Lyon, marzo 30, 1904.
- Chantavoine, J. Henri Duparc, in « La Revue Hebdomadaire », Paris, maggio 5, 1906.
- Aubry, G.-J. Henri Duparc, in « La vie musicale de Lausanne », Lausanne, febbraio 1, 1908.
- Jammes, Francis. L'Amour, les Muses et la Chasse, in « Mercure de France », Paris, 1922, p. 172 et al.
- Fauré, Gabriel. Opinions musicales.  Paris: Rieder, 1930.
- Imbert, M. Henri Duparc, in « La Petite Maîtrise », Schola Cantorum de París, marzo, 1933.
- Ansermet, Ernest. Un émouvant témoignage sur la destinée d'Henri Duparc, in « Revue Musicale », Paris, aprile 1933.
- Bréville, P. Henri Fouques Duparc 1848-1933, in « La Musique Française », Paris, maggio 1933.
- Merle, F. Psychologie et Pathologie d'un artiste: Henri Duparc. Bordeaux: Imprimerie de l'Université (Bordeaux), 1933.
- Oulmont, C. Henri Duparc, ou de L'Invitation au Voyage à la Vie éternelle. Paris: Desclée de Brouwer & Cie, 1935.
- Oulmont, C. Un Duparc inconnu, in « Revue musicale », Paris, luglio-agosto 1935.
- Stricker, R. Henri Duparc et ses mélodies. (Thesis). Paris: Conservatoire national de musique, 1961.
- Rigault, J.-L. Les mélodies de Duparc, Autour de la mélodie française. Rouen, 1987, p. 71-86.
- Stricker, R. Les mélodies de Duparc. Arles, 1996.